# 上戸駅 (福島県)
上戸駅（じょうこえき）は、福島県耶麻郡猪苗代町大字山潟字大橋道西にある、東日本旅客鉄道（JR東日本）の磐越西線の駅である。

## 歴史
- 1899年（明治32年）
  - 3月10日：岩越鉄道の山潟駅（やまがたえき）として開業[3][4]。開業当時は郡山駅方面からの終着駅であった[4]。
  - 7月15日：山潟駅 - 若松駅間が開業[4]。
- 1906年（明治39年）11月1日：岩越鉄道が国有化[4]。
- 1915年（大正4年）6月1日：上戸駅に改称[1]。
- 1972年（昭和47年）9月1日：貨物の取り扱いを廃止[5]。
- 1983年（昭和58年）
  - 3月10日：磐越西線のCTC化に伴い、駅無人化[6]。荷物の扱いを廃止[5]。
  - 現駅舎に改築。
- 1987年（昭和62年）4月1日：国鉄分割民営化により、JR東日本の駅となる[7]。
- 年月日不詳：下り線を撤去、棒線化。
- 2024年（令和6年）10月1日：えきねっとQチケのサービスを開始[2][8]。

## 駅構造
単式ホーム1面1線を有する地上駅である。かつては単式ホーム1面1線、島式ホーム1面2線の計2面3線を有したが、下り1番、下り本線の順に撤去され、棒線化された。
会津若松駅管理の無人駅である。

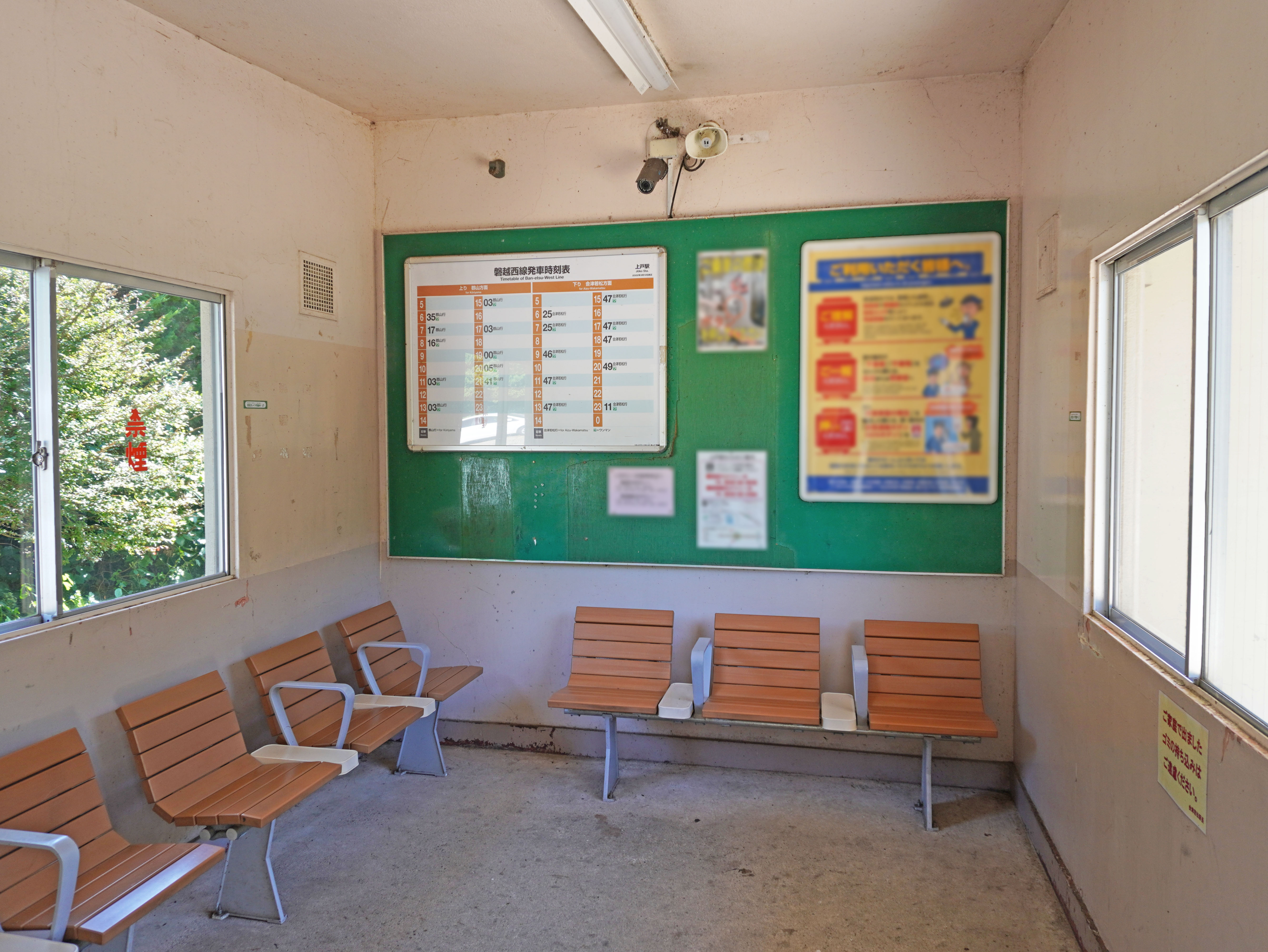
待合室（2022年9月）
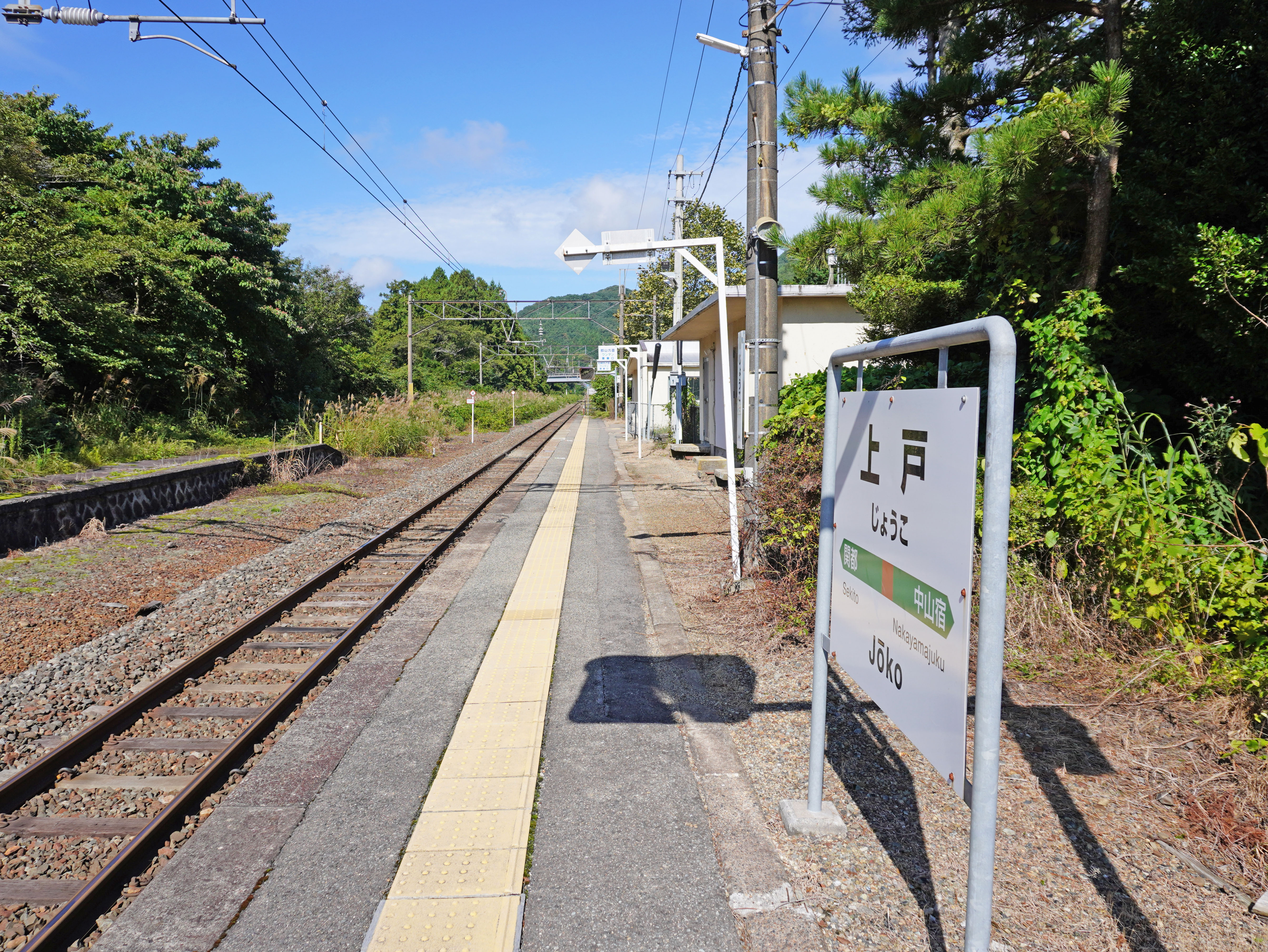
ホーム（2022年9月）

## 利用状況
「福島県統計年鑑」によると、2000年度（平成12年度）- 2004年度（平成16年度）の1日平均乗車人員の推移は以下のとおりであった。
| 乗車人員推移       | 乗車人員推移     | 乗車人員推移 |
| 年度               | 1日平均 乗車人員 | 出典         |
| ------------------ | ---------------- | ------------ |
| 2000年（平成12年） | 85               | [ 9 ]        |
| 2001年（平成13年） | 79               | [ 10 ]       |
| 2002年（平成14年） | 71               | [ 11 ]       |
| 2003年（平成15年） | 71               | [ 12 ]       |
| 2004年（平成16年） | 60               | [ 13 ]       |

## 駅周辺
- 上戸浜[3]
- 猪苗代町立山潟小学校
- 国道49号
- 福島県道201号上戸停車場線
- 会津乗合自動車「上戸駅」停留所[14]

## 隣の駅
東日本旅客鉄道（JR東日本）
■磐越西線
□快速（「あいづ」を含む）
通過
■普通
中山宿駅 - （沼上信号場） - 上戸駅 - （臨）猪苗代湖畔駅（休止中） - 関都駅